# 杰克遇上丹尼斯
《杰克遇上丹尼斯》 （英語：Jack Meets Dennis）是美国情景喜剧《我为喜剧狂》第1季的第6集。由助理执行制片人杰克·布迪特编剧、胡安·J·坎帕内利亚执导，于2006年11月30日通过全国广播公司在美国首播。客串出演本集的演员包括迈克尔·布莱克森、卡特里娜·宝登、葛丽泰·卡瓦佐尼（Greta Cavazzoni）、泰迪·科卢卡、瑞秋·德拉彻、安妮特·亨特、凯斯·鲍威尔、阿里·雷扎、朗尼·罗斯、布莱恩·斯塔克和迪恩·文特斯。
在这一集中，全国广播公司电视节目《与崔西·乔丹》的首席编剧丽兹·莱蒙（Liz Lemon，蒂娜·菲饰）和她庸俗的前男友丹尼斯·达菲又走到了一起，顶头上司、公司副总裁杰克·唐纳吉（Jack Donaghy，亚历克·鲍德温饰）于是对此向丽兹表示，她今后的生活将变得碌碌无为。与此同时，节目中的大明星崔西·乔丹（Tracy Jordan，崔西·摩根饰）对一份杂志形容自己“正常”而感到大为光火，而另一位演员简娜·玛隆妮（Jenna Maroney，简·科拉克斯基饰）则由于被杰克问起年龄而开始担心自己是不是老了。

## 剧情
丽兹·莱蒙发现前男友丹尼斯·达菲是唯一一个记得自己生日的人，两人于是又走到了一起。上司杰克·唐纳吉对她这种向平庸生活作出的妥协大不以为然，于是试图把她改造成一个懂得享受美好生活的人。他向丽兹介绍了城里名叫斯通的一家最好的餐馆，但丽兹还是谢绝了杰克对自己的改造计划。当晚，丽兹和丹尼斯在斯通吃晚餐，正好遇到了杰克和他的女伴，杰克觉得丹尼斯很不懂礼貌，心中感到不满。次日，杰克把丽兹介绍给自己以前的弟子霍华德·乔根森。又一天后正吃午饭时，丽兹意识到和丹尼斯的关系已经让自己变得很失意，于是冲进杰克的办公室寻求帮助，杰克鼓动丽兹和丹尼斯分手。丽兹回到家，打算和丹尼斯分手，却发现他正因自己钟爱的冰球队纽约岛人刚刚在比赛中失利而悲痛欲绝，结果两人同居了。
另一边，崔西·乔丹因一本杂志形容自己是一个表现“正常”的演员而感到恼火，因为他希望保持住一个神经质演员的头衔。为了重新建立起自己的“街头威望”，崔西在脸上纹了一条龙，可后来发现那只是画上去的。与此同时，节目组的一位成员乔什·吉拉德得知伊丽莎白·泰勒将会送自己一份特殊的礼物，因为他在之前的一期《与崔西·乔丹》节目中模仿恶搞了她。泰勒偷偷潜入剧组所在的楼层，她对吉拉德的模仿深感不快，于是拿起一个灭火器就拼命地追着他打。
杰克根据观众调查的结果开始清理片场的绿色服装。他问起简娜·玛隆妮的年龄，后者表示自己29岁。杰克本来没有再说别的，但简娜其实不止29岁，担心自己太老了会失去关注于是去注射肉毒杆菌和胶原蛋白，但却引起了严重的反应，整张脸惨不忍睹。之后节目开始了一次彩排，内容涉及对康多莉扎·赖斯、劳拉·威尔士·布什和约翰·克里进行模仿表演，但崔西、简娜和乔什身上发生的一连串事故让丽兹和节目制片人皮特·霍恩伯格（Pete Hornberger，斯科特·安第斯饰）意识到这次的节目可要完蛋了。幸运的是，电视台突然停电了，节目也因此临时予以取消。

## 制作

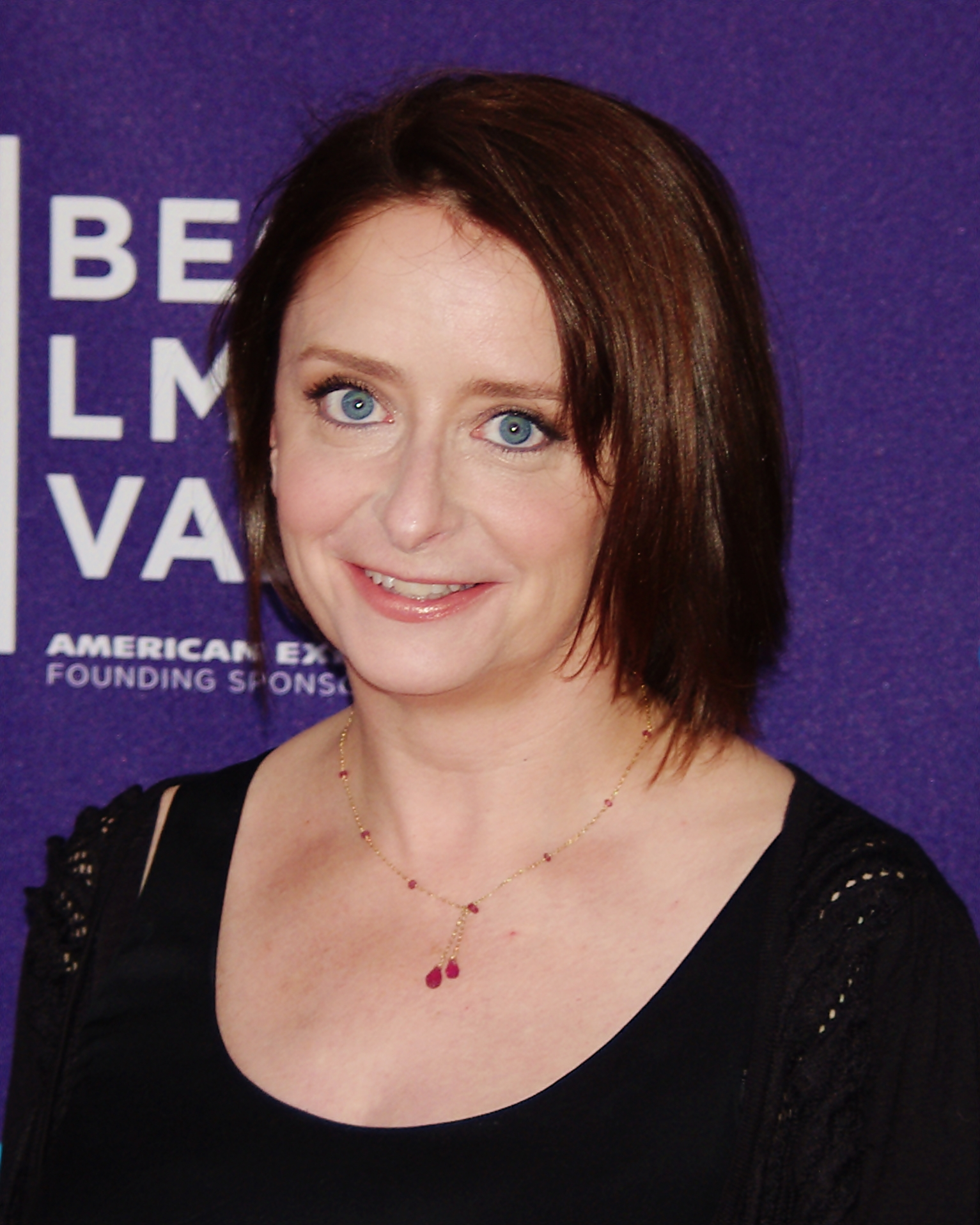
《杰克遇上丹尼斯》是瑞秋·德拉彻第三次出现在《我为喜剧狂》中

《杰克遇上丹尼斯》由助理执行制片人杰克·布迪特编剧、胡安·J·坎帕内利亚担任导演，是两人首度出任《我为喜剧狂》的编剧和导演。这一集于2006年11月30日通过全国广播公司首播，是第1季的第6集。
扮演丹尼斯·达菲的男演员迪恩·文特斯首度在《我为喜剧狂》中亮相，这个角色是蒂娜·菲饰演的丽兹·莱蒙一角的前男友。喜剧演员布莱恩·斯塔克也是首度在这部电视剧中出镜，他出演的是一位协助杰克·唐纳吉的通用电气高管霍华德·乔根森。斯塔克还将在《拉里·金》和《继任》中客串出镜。从《周六夜现场》中就与蒂姆·菲长期合作的瑞秋·德拉彻是扮演简娜·玛隆妮一角的初定人选，她本已经在节目起初拍摄的试播集中出演了这一角色。但到了2006年8月，执行制片人洛恩·迈克尔斯宣布简娜一角将另选演员出演，但德拉彻还是会在之前的多集节目中以不同的身份登场。在最后播出的这集试播集中，她以《女生秀》养猫人的身份出镜。同月晚些时候，全国广播公司宣布已由简·科拉克斯基取代德拉彻出演简娜一角，此外德拉彻还将在之后播出的《C开头的那个词》中诠释这个养猫人角色。在《后果》中，她扮演了一个名叫玛丽娅（Maria）的女佣，丽兹发现她被锁在一艘游艇的衣柜里。在《杰克遇上丹尼斯》里，德拉彻饰演了女演员伊丽莎白·泰勒，这已经是她第三次参加这部电视剧的演出。《周六夜现场》的其他多位演员也出现在《我为喜剧狂》中，包括克里斯·帕内尔、弗莱德·阿米森、克里斯汀·韦格、威尔·福特、杰森·苏戴奇斯和莫莉·香侬。菲和崔西·摩根都曾是《周六夜现场》的主要演员。

## 反响
根据尼尔森收视率调查的统计数据，《杰克遇上丹尼斯》在美国首播时有约597万户家庭观看，在18-49岁年龄段人群中有2.1%的收视率，在2006年11月27日至12月3日这一星期的所有电视节目中名列第70位。与上一集《杰克托尔》的520万户家庭观看相比有了显著的增长。
《纽约时报》的亚历山大·斯坦利（Alessandra Stanley）认为《我为喜剧狂》以轻快的方式体现了电视业的荒诞之处，他觉得其最出色的地方并不是节目本身，而是围绕各个角色的部分。IGN网站的罗伯特·坎宁（Robert Canning）表示虽然崔西和简娜在各自较为单薄的故事线索中有不错的表现，但这种类似威利在哪里？的演员安排（指瑞秋·德拉彻在各集中以不同的身份出镜）既无趣又让人分心，对情节的发展构成干扰。他对节目的进步感到满意，表示虽说这星期的故事并非每一个都有光彩夺目的表现，但还是能够让人保持很高的兴致，笑点也很密集。坎宁最终给《杰克遇上丹尼斯》7.5的评价（最高为10）。电视指南的马特·米托维奇（Matt Mitovich）认为这一集是“截止目前表现较为出色的一集”，指出“每个人都有好笑的表现，杰克和丽兹互动的桥段和利兹自取其辱的情节更是出众，而且还有瑞秋·德拉彻客串的那个愤怒到极点的伊丽莎白·泰勒”。米托维奇之前一直对简娜一角不感冒，但他表示自己喜欢她在这一集中的表现。《水牛城新闻报》的阿兰·帕加蒙特（Alan Pergament）写道，“剧中的明星试图从字面上逐字维护自己的形象（指崔西和简娜的故事情节）可能在平面媒体上会更好笑，但在电视上就趋于平淡了。这也说明了《我为喜剧狂》石头落水般快速下沉的原因。”帕加蒙特给这一集两星的评价（最高四星）。《波士顿先驱报》的艾米·阿玛坦格罗（Amy Amatangelo）很喜欢迪恩·文特斯在节目中的客串表现，指出他给了丹尼斯一角一个“爆笑的转变”。电视指南的马特·罗什（Matt Roush）称亚历克·鲍德温在这一集中“出尽了风头”。